# Сантонастазо, Пипо
Пипо Сантонастазо (итал. Pippo Santonastaso; род. 25 мая 1936, Кастель-Сан-Джованни, Эмилия-Романья) — итальянский актёр.
Дебютировал на сцене как исполнитель комедийных куплетов и песенок, в дуэте со своим младшим братом Марио Сантонастазо, аккомпанировавшим ему на гитаре. После успеха на региональном уровне дуэт был замечен певцом, актёром и режиссёром Марчелло Маркези и приглашён в 1970 году для первого выступления на телевидении. В 1970-80-е гг. братья постоянно участвовали в различных телепрограммах ведущих итальянских каналов.
В 1976 году Пипо Сантонастазо дебютировал в кинематографе. Среди его ролей, в частности, роли священника в фильме «Укрощение строптивого» (1980) и банкира Луиджи Моргана в фильме Туз (1981).

## Фильмография
- 1979 Бархатные руки
- 1980 Укрощение строптивого
- 1981 Туз
- 1992 Сен-Тропе, Сен-Тропе